# Дім Бернарди Альби
«Дім Бернарди Альби» (ісп. La casa de Bernarda Alba) —  п'єса іспанського поета і драматурга Федеріко Гарсіа Лорки. Написана за декілька місяців до трагічної загибелі поета у серпні 1936 року. Незакінчена. Ця п'єса мала стати заключною частиною трилогії, в кожній п'єсі з якої розповідалася  історія жінки, яка стала причиною кривавої розправи. Автор, який жінку сприймав за Всесвіт, а чоловіка вважав лише його тлом, на той час уже був відомим. Перша частина трилогії — «Криваве весілля» — не сходила з іспанської сцени, другу — «Єрма» — розкритикували через зазіхання на іспанський устрій.
Дія п'єси відбувається на півдні Іспанії в Андалусії. Дійство розпочинає смерть, якою воно і завершується. Сюжет про долю та світогляд деспотичної матері — самої Бернарди Альби — та її п'яти неодружених доньок. Про світогляд пересічної людини загалом, про данину традиціям і забобонам, про мораль, справжню та видиму, про життєві орієнтири.

## Дійові особи
- Бернарда Альба — 60 років;
- Марія Хосефа, її мати — 80 років, божевільна;
- Ангустіас — стара діва у віці 39 років;
- Магдалена — 30 років;
- Амелія — 27 років;
- Мартирій — 24 роки;
- Адела — 20 років.

## Сюжет
Багата господиня Бернарда поховала свого другого чоловіка і впевнено верховодить налагодженим століттями ритуалом. П'ятьом дочкам Бернарди не дано зажити повсякденним життям — не встигають закінчитися поминки, як вона заявляє: "Вісім років, поки не закінчиться траур, в цей будинок і вітру не буде доступно. Вважайте, що вікна та двері цеглою закладені ".
Позбавивши дочок можливості любити і бути коханими, Бернарда позбавила їх можливості брати участь у житті. Старші доньки Бернарди вже не здатні вступити у відкриту і безкомпромісну боротьбу. Вони егоїстичні, боязкі, лицемірні. Наймолодша ж дочка, Адела, ще молода, і отрута пануючих у будинку моральних приписів не встигла вбити в дівчині здорову моральну природу. «Я хочу на повітря!» — цей вигук Адели пояснює і виправдовує її бунт проти тиранії матері, бунт, в якому вона воліє померти, але не підкоритися.
Ця п'єса ідейно перегукується з драмою О. М. Островського «Гроза» (1860 р.), створеною майже за 80 років до «Бернарди Альби». (Бернарда Альба -Кабаниха, Адела-Катерина тощо).

## Відомі постановки
- 8 березня 1945 — перша постановка п'єси в Буенос-Айресі.
- 1988 рік — Таганрозький драматичний театр ім. А. П. Чехова
- 13 травня 2006 року — Саратовський державний академічний театр драми імені І.А. Слонова, постановка М. Глухівської [1].
- Постановка Московського театру музики і драми Стаса Наміна

## Відомі екранізації
- 1957 — Дім Бернарди Альби ( de: Bernarda Albas Haus), (Німеччина), режисер Франц Петер Вірт  de: Franz Peter Wirth
- 1960 — Дім Бернарди Альби (Мексика)
- 1963 — Дім Бернарди Альби (Нідерланди)
- 1964 — Дім Бернарди Альби (Норвегія)
- 1974 — Дім Бернарди Альби (Мексика), режисер Хуліо Кастільйо; актори: Офелія Гільмаїн (Бернарда Альба), Офелія Медіна (Адела), Діана Брачо (Амелія), Росенда Монтерос (Ангустіас), Лусія Гільмаїн (Мартиріо), Моніка Мігель (Магдалена), Ада Карраско (Марія Хосефа).
- 1982 — Дім Бернарди Альби (Мексика), автор сценарію та режисер Густаво Алатрісте; актори: Ампаро Рівельєс (Бернарда Альба), Магда Гусман (Понсія), Росенда Монтерос (Мартиріо), Лаура Сепеда (Адела), Тіна Френч (Ангустіас), Марта Самора (Магдалена), Марта Аура (Амелія), Алісія Монтойя (Пруденсія), Ісабела Корона (Марія Хосефа).
- 1987 — Дім Бернарди Альби (Іспанія), режисер Маріо Камус; актори: Ірене Гутьєрес Каба (Бернарда Альба), Ана Белен (Адела), Флорінда Чіко (Понсія), Енрікетта Карбальєйра (Ангустіас), Вікі Пенья (Мартиріо), Аврора Пастор (Магдалена), Мерседес Лескано (Амелія), Росаріо Гарсія Ортега (Марія Хосефа).
- 1999 — Дім Бернарди Альби (Куба), режисер Belkis Vega

## Музичні твори
Опера Гельмута Ерінга і Ірис тер Шіпхорст (1999)